# ラボック郡 (テキサス州)
ラボック郡（英: Lubbock County）は、アメリカ合衆国テキサス州の北部に位置する郡である。人口は31万0639人（2020年）。郡庁所在地はラボックであり、同郡で人口最大の都市である。郡名はアメリカ連合国軍の大佐で、テキサス・レンジャーも勤めたトマス・サルタス・ラボックにちなんで名付けられた。
ラボック郡は隣接するクロスビー郡と共にラボック大都市圏を構成し、さらにはホックリー郡と共にラボック・レベランド広域都市圏を構成している。

## 地理
アメリカ合衆国国勢調査局に拠れば、郡域全面積は901平方マイル (2,334 km2)であり、このうち陸地899平方マイル (2,328 km2)、水域は1平方マイル (2.6 km2)で水域率は0.13％である。

### 主要高規格道路
- 州間高速道路27号線
- アメリカ国道62号線/アメリカ国道82号線
- アメリカ国道84号線
- アメリカ国道87号線
- テキサス州道114号線

### 隣接する郡
- ヘイル郡 - 北
- クロスビー郡 - 東
- リン郡 - 南
- ホックリー郡 - 西

## 人口動態
以下は2000年国勢調査による人口統計データである。
| 基礎データ - 人口: 242,628人 - 世帯数: 92,516 世帯 - 家族数: 60,135 家族 - 人口密度: 104人/km2（270人/mi2） - 住居数: 100,595軒 - 住居密度: 43軒/km2（112軒/mi2） 人種別人口構成 - 白人: 74.30% - アフリカン・アメリカン: 7.67% - ネイティブ・アメリカン: 0.59% - アジア人: 1.31% - 太平洋諸島系: 0.04% - その他の人種: 14.15% - 混血: 1.96% - ヒスパニック・ラテン系: 27.45% 年齢別人口構成 - 18歳未満: 25.7% - 18-24歳: 16.3% - 25-44歳: 27.9% - 45-64歳: 19.2% - 65歳以上: 11.0% - 年齢の中央値: 30歳 - 性比（女性100人あたり男性の人口） - 総人口: 95.8 - 18歳以上: 92.6 | 世帯と家族（対世帯数） - 18歳未満の子供がいる: 31.7% - 結婚・同居している夫婦: 48.2% - 未婚・離婚・死別女性が世帯主: 12.6% - 非家族世帯: 35.0% - 単身世帯: 26.9% - 65歳以上の老人1人暮らし: 7.9% - 平均構成人数 - 世帯: 2.52人 - 家族: 3.10人 収入と家計 - 収入の中央値 - 世帯: 32,198米ドル - 家族: 41,067米ドル - 性別 - 男性: 29,961米ドル - 女性: 21,591米ドル - 人口1人あたり収入: 17,323米ドル - 貧困線以下 - 対人口: 17.8% - 対家族数: 12.0% - 18歳未満: 21.6% - 65歳以上: 10.7% |

## 都市と町
| - ラボック - 郡庁所在地 - アバーナシー - アカッフ - ベクトン - バッファロースプリングス - エスタカード - ヘックビル - イダルー - ニューディール | - ポージー - ランサムキャニオン - リーズセンター - ルーズベルト - シャロウォーター - スラトン - スライド - ウルフフォース - ウッドロウ |